# Murray Valley Highway
Der Murray Valley Highway ist eine Fernverkehrsstraße in Victoria, Australien. Er verläuft über etwa 670 Kilometer in Nordwest-Südost-Richtung und folgt dabei dem Verlauf des Murray River und der Grenze zwischen New South Wales und Victoria.

## Verlauf
Der Murray Valley Highway hat seinen offiziellen Anfang in der Ortschaft Robinvale im Nordwesten Victorias, etwa 80 Kilometer südöstlich von Mildura. Dort beginnt er auf der Brücke, welche den Murray River überquert. Von dort gibt es eine etwa zwei Kilometer lange Verbindungsstraße nach Euston, wo Anschluss an den Sturt Highway besteht. Diese Anschlussstraße wird oft als Verlängerung oder auch Teil des Murray Valley Highway bezeichnet.
Bis vor einigen Jahren war der Start des Murray Valley Highway noch etwa 60 Kilometer weiter westlich, in der Ortschaft Hattah, wo er vom Calder Highway abzweigte.
Heute nimmt der Murray Valley Highway von Robinvale aus seinen Lauf in Richtung Südosten. Nach etwa 140 Kilometern erreicht der Highway die Stadt Swan Hill. Swan Hill ist die zweitgrößte Stadt am Lauf des Murray River und Zentrum der gleichnamigen Weinbauregion.
60 Kilometer weiter südöstlich liegt Kerang, wo der Loddon Valley Highway in Richtung Süden abzweigt. Der Murray Valley Highway folgt weiter dem Lauf des Murray River, bis er Echuca erreicht. Bei Echuca kreuzt der Cobb Highway aus New South Wales im Norden kommend den Murray River und führt weiter als Northern Highway in Richtung Süden nach Melbourne. Echuca ist bekannt für die World in Wax, eine Ausstellung von Wachsfiguren, das National Holden Motor Museum und seinen Hafen, von dem aus auch heute noch Schaufelraddampfer im Liniendienst verkehren.
Die nächste größere Ortschaft am Murray Valley Highway ist Cobram, 100 Kilometer weiter östlich. Cobram ist ein wichtiges Zentrum der Milchverarbeitung in Australien und Hauptsitz zweier großer Molkereikonzerne, die etwa 35 % der Milch Australiens verarbeiten. 50 Kilometer weiter östlich liegt Yarrawonga am Murray Valley Highway, in deren Nähe der Murray River zum Mulwala See angestaut wurde.
Nachdem mit Rutherglen eine Goldgräberstadt aus den 1850er Jahren passiert ist, erreicht der Murray Valley Highway Wodonga, die letzte größere Stadt in seinem Verlauf. Vor Wodonga kreuzt der Hume Highway, der Sydney und Melbourne verbindet. Wenige Kilometer hinter Wodongo wurde der Murray River zum Lake Hume angestaut. Dieser dient als Wasserspeicher zur Bewässerung von landwirtschaftlichen Flächen während des Sommers und zur Stromerzeugung durch ein in den Damm integriertes Wasserkraftwerk.
An den Ufern des Lake Hume, etwa 40 Kilometer südöstlich von Wodonga passiert der Murray Valley Highway die Ortschaft Tallangatta, bevor er 80 Kilometer weiter östlich in Corryong sein Ende erreicht. Östlich von Corryong findet der Murray Valley Highway seine Fortsetzung im Alpine Way, welcher in den Kosciusko Nationalpark führt.

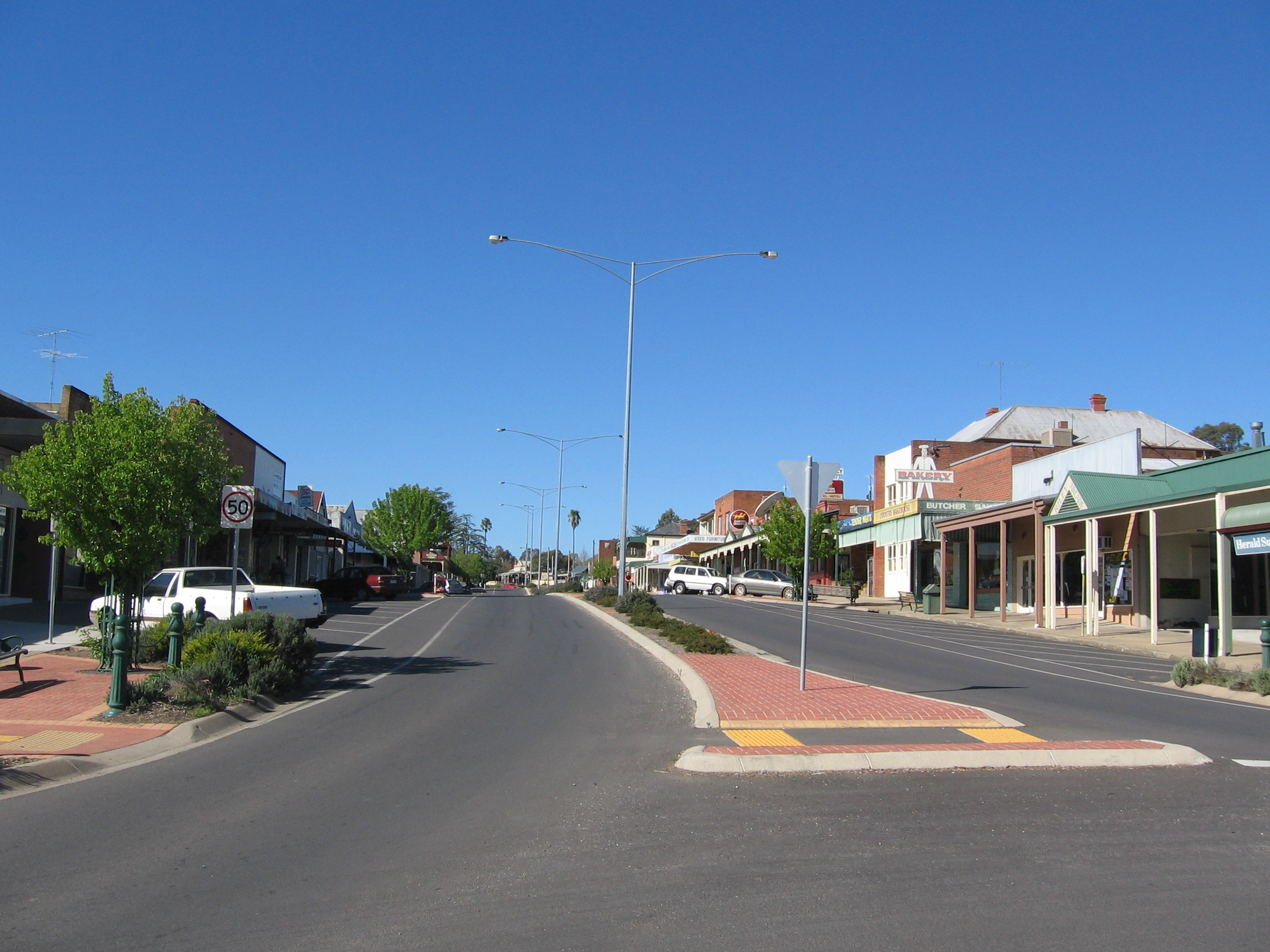
Ende des Murray Valley Highway in Corryong

## Wichtige Kreuzungen und Anschlüsse
| Murray Valley Highway |                                |                                |                                                                                     |
| Anschlüsse Richtung Norden | Entfernung nach Mildura (km)   | Entfernung nach Melbourne (km) | Anschlüsse Richtung Süden                                                           |
| Abzweig (im Uhrzeigersinn vom Highway aus) Sturt Highway nach Mildura, Renmark und Adelaide Sturt Highway nach Balranald, Hay und Sydney |                                |                                |                                                                                     |
| Ende Murray Valley Highway | 81                             | 475                            | Beginn Murray Valley Highway                                                        |
| Beginn | 84                             | 472                            | Ende                                                                                |
| MURRAY RIVER | 84                             | 472                            | MURRAY RIVER                                                                        |
| NEW SOUTH WALES STAATSGRENZE VICTORIA |                                |                                |                                                                                     |
| Ende | 84                             | 472                            | Beginn                                                                              |
| Robinvale | 85                             | 471                            | Robinvale                                                                           |
| Manangatang, Sea Lake Robinvale-Sea Lake Road                                                                                            | 87                             | 469                            | Manangatang, Sea Lake Robinvale-Sea Lake Road                                       |
| Hattah Hattah-Robinvale Road | 102                            | 454                            | Hattah Hattah-Robinvale Road                                                        |
| weiter als | 175                            | 381                            | Tooleybuc, Balranald, Sydney Tooleybuc Road                                         |
| Tooleybuc, Balranald, Sydney Tooleybuc Road                                                                                              | 175                            | 381                            | zusammen mit                                                                        |
| zusammen mit | 177                            | 379                            | Ouyen, Adelaide Mallee Highway                                                      |
| Ouyen, Adelaide Mallee Highway | 177                            | 379                            | weiter als                                                                          |
| Nyah | 192                            | 364                            | Nyah                                                                                |
| EISENBAHNLINIE NACH PIANGIL | 217                            | 339                            | EISENBAHNLINIE NACH PIANGIL                                                         |
| Anschlüsse Richtung Norden | Entfernung nach Swan Hill (km) | Entfernung nach Melbourne (km) | Anschlüsse Richtung Süden                                                           |
| Stadtzentrum, Sea Lake Sea Lake-Swan Hill Road Moulamein, Deniliquin Moulamein Road                                                      | 0                              | 337                            | Swan Hill                                                                           |
| Swan Hill | 0                              | 337                            | Moulamein, Deniliquin Moulamein Road Stadtzentrum, Sea Lake Sea Lake-Swan Hill Road |
| Wycheproof, Donald Donald-Swan Hill Road                                                                                                 | 5                              | 332                            | Wycheproof, Donald Donald-Swan Hill Road                                            |
| EISENBAHNLINIE NACH SWAN HILL | 9                              | 328                            | EISENBAHNLINIE NACH SWAN HILL                                                       |
| Lake Boga | 16                             | 321                            | Lake Boga                                                                           |
| EISENBAHNLINIE NACH SWAN HILL | 53                             | 284                            | EISENBAHNLINIE NACH SWAN HILL                                                       |
| zur Boort; Quambatook, Donald Kerang-Quambatook Road                                                                                     | 57                             | 280                            | zur Boort; Quambatook, Donald Kerang-Quambatook Road                                |
| zur Murrabit; Stadtzentrum, Koondrook Kerang-Koondrook Road                                                                              | 59                             | 278                            | Kerang                                                                              |
| Kerang | 59                             | 278                            | zur Murrabit; Stadtzentrum, Koondrook Kerang-Koondrook Road                         |
| Bendigo, Melbourne Loddon Valley Highway                                                                                                 | 62                             | 275                            | Bendigo, Melbourne Loddon Valley Highway                                            |
| Anschlüsse Richtung Westen | Entfernung nach Swan Hill (km) | Entfernung nach Echuca (km)    | Anschlüsse Richtung Osten                                                           |
| EISENBAHNLINIE NACH SWAN HILL | 63                             | 89                             | EISENBAHNLINIE NACH SWAN HILL                                                       |
| Koondrook, Barham Cohuna-Koondrook Road                                                                                                  | 89                             | 63                             | Koondrook, Barham Cohuna-Koondrook Road                                             |
| Leitchville Cohuna-Leitchville Road | 91                             | 61                             | Cohuna                                                                              |
| Cohuna | 91                             | 61                             | Leitchville, Pyramid Hill Cohuna-Leitchville Road                                   |
| Leitchville, Pyramid Hill Kerang-Leitchville Road                                                                                        | 106                            | 46                             | Leitchville, Pyramid Hill Kerang-Leitchville Road                                   |
| Stadtzentrum, Moama Warren Street | 152                            | 0                              | Echuca                                                                              |
| Stadtzentrum, Moama Warren Street | 152                            | 0                              | Stadtzentrum, Moama Warren Street                                                   |
| Anschlüsse Richtung Westen | Entfernung nach Swan Hill (km) | Entfernung nach Wodonga (km)   | Anschlüsse Richtung Osten                                                           |
| weiter als | 153,5                          | 236,1                          | Rochester, Bendigo, Melbourne Northern Highway                                      |
| Rochester, Bendigo, Melbourne Northern Highway                                                                                           | 153,5                          | 236,1                          | duplexes with                                                                       |
| duplexes with | 155,3                          | 234,3                          | Stadtzentrum, Moama, Deniliquin Northern Highway                                    |
| Stadtzentrum, Moama, Deniliquin Northern Highway                                                                                         | 155,3                          | 234,3                          | weiter als                                                                          |
| EISENBAHNLINIE NACH ECHUCA | 155,6                          | 234                            | EISENBAHNLINIE NACH ECHUCA                                                          |
| Anschlüsse Richtung Westen | Entfernung nach Echuca (km)    | Entfernung nach Wodonga (km)   | Anschlüsse Richtung Osten                                                           |
| Kyabram Echuca-Kyabram Road | 0                              | 233                            | Kyabram Echuca-Kyabram Road                                                         |
| Echuca | 0                              | 233                            | Kyabram Echuca-Kyabram Road                                                         |
| Tongala, Kyabram Kyabram-Tongala Road | 18                             | 215                            | Tongala, Kyabram Kyabram-Tongala Road                                               |
| Kyabram John Allen Road | 28                             | 205                            | Kyabram John Allen Road                                                             |
| zur Tatura; Shepparton Echuca-Mooroopna Road                                                                                             | 30                             | 203                            | zur Tatura; Shepparton Echuca-Mooroopna Road                                        |
| GOULBURN RIVER | 36                             | 197                            | GOULBURN RIVER                                                                      |
| Shepparton, Barmah Barmah-Shepparton Road                                                                                                | 51                             | 182                            | Barmah, Shepparton Barmah-Shepparton Road                                           |
| Numurkah, Katamatite Katamatite-Nathalia Road                                                                                            | 54                             | 179                            | Numurkah, Katamatite Katamatite-Nathalia Road                                       |
| Nathalia | 55                             | 178                            | Nathalia                                                                            |
| weiter als | 89                             | 144                            | Numurkah, Shepparton, Melbourne Goulburn Valley Highway                             |
| Numurkah, Shepparton, Melbourne Goulburn Valley Highway                                                                                  | 89                             | 144                            | zusammen mit                                                                        |
| Strathmerton | 93                             | 140                            | Strathmerton                                                                        |
| EISENBAHNLINIE NACH TOCUMWAL | 94                             | 139                            | EISENBAHNLINIE NACH TOCUMWAL                                                        |
| duplexes with | 103,2                          | 129,8                          | Tocumwal, Finley, Brisbane Goulburn Valley Highway                                  |
| Tocumwal, Finley, Brisbane Goulburn Valley Highway                                                                                       | 103,2                          | 129,8                          | weiter als                                                                          |
| Benalla Benalla-Tocumwal Road | 103,3                          | 129,7                          | Katamatite, Benalla Benalla-Tocumwal Road                                           |
| Katamatite, Benalla Cobram South Road | 107                            | 126                            | Benalla Cobram South Road                                                           |
| zur Barooga; Stadtzentrum, Tocumwal Cobram-Koonoomoo Road                                                                                | 108                            | 125                            | Cobram                                                                              |
| Cobram | 108                            | 125                            | zur Barooga; Stadtzentrum, Tocumwal Cobram-Koonoomoo Road                           |
| EISENBAHNLINIE NACH COBRAM | 108,1                          | 124,9                          | EISENBAHNLINIE NACH COBRAM                                                          |
| weiter als | 143,8                          | 89,2                           | zur Katamatite; Benalla Benalla-Yarrawonga Road                                     |
| zur Katamatite; Benalla Benalla-Yarrawonga Road                                                                                          | 143,8                          | 89,2                           | zusammen mit                                                                        |
| EISENBAHNLINIE NACH OAKLANDS | 144                            | 89                             | EISENBAHNLINIE NACH OAKLANDS                                                        |
| zusammen mit | 145                            | 88                             | Yarrawonga                                                                          |
| Stadtzentrum, Mulwala, Corowa Belmore Street                                                                                             | 145                            | 88                             | Stadtzentrum, Mulwala, Corowa Belmore Street                                        |
| Yarrawonga | 145                            | 88                             | weiter als                                                                          |
| Wangaratta Wangaratta-Yarrawonga Road | 164                            | 69                             | Wangaratta Wangaratta-Yarrawonga Road                                               |
| Wangaratta, Corowa Three Chain Road | 186                            | 47                             | Wahgunyah, Corowa, Wangaratta Three Chain Road                                      |
| weiter als | 190                            | 43                             | Rutherglen                                                                          |
| Wahgunyah, Corowa Rutherglen-Wahgunyah Road                                                                                              | 190                            | 43                             | Wahgunyah, Corowa Rutherglen-Wahgunyah Road                                         |
| Wahgunyah, Corowa Rutherglen-Wahgunyah Road                                                                                              | 190                            | 43                             | zusammen mit                                                                        |
| zusammen mit | 191                            | 42                             | Springhurst, Chiltern Chiltern-Rutherglen Road                                      |
| Springhurst, Chiltern Chiltern-Rutherglen Road                                                                                           | 191                            | 42                             | Springhurst, Chiltern Chiltern-Rutherglen Road                                      |
| Rutherglen | 191                            | 42                             | weiter als                                                                          |
| EISENBAHNLINIE NACH WAHGUNYAH | 191,1                          | 41,9                           | EISENBAHNLINIE NACH WAHGUNYAH                                                       |
| Chiltern, Howlong Chiltern-Howlong Road                                                                                                  | 206                            | 27                             | Howlong, Chiltern Chiltern-Howlong Road                                             |
| Howlong Barnawartha-Howlong Road | 212                            | 21                             | Howlong Barnawartha-Howlong Road                                                    |
| NORDOST-EISENBAHNLINIE | 217,4                          | 15,6                           | NORDOST-EISENBAHNLINIE                                                              |
| Murray Valley Highway weiter vom Hume Freeway                                                                                            | 217.5                          | 15.5                           | Wangaratta, Seymour, Melbourne Hume Freeway                                         |
| Murray Valley Highway weiter vom Hume Freeway                                                                                            | 217.5                          | 15.5                           | weiter als Hume Freeway nach Wodonga                                                |
| Anschlüsse Richtung Westen | Entfernung nach Melbourne (km) | Entfernung nach Corryong (km)  | Anschlüsse Richtung Osten                                                           |
| weiter als Hume Freeway nach Melbourne                                                                                                   | 319                            | 123                            | Murray Valley Highway zusammen mit Old Hume Highway und weiter vom Hume Freeway     |
| Albury Old Hume Highway Sydney Hume Freeway                                                                                              | 319                            | 123                            | Murray Valley Highway zusammen mit Old Hume Highway und weiter vom Hume Freeway     |
| duplexes with | 320                            | 122                            | Wodonga                                                                             |
| Stadtzentrum, Beechworth Old Hume Highway                                                                                                | 320                            | 122                            | Stadtzentrum, Beechworth Old Hume Highway                                           |
| Wodonga | 320                            | 122                            | weiter als                                                                          |
| NORDOST-EISENBAHNLINIE | 321                            | 121                            | NORDOST EISENBAHNLINIE                                                              |
| Albury, Sydney Bandiana Link | 324                            | 118                            | Albury, Sydney Bandiana Link                                                        |
| Mount Beauty, Falls Creek Kiewa Valley Highway                                                                                           | 326                            | 116                            | Mount Beauty, Falls Creek Kiewa Valley Highway                                      |
| Hume-Stausee Bonegilla Road | 333                            | 109                            | Hume-Stausee Bonegilla Road                                                         |
| zur Dartmouth, Omeo; Tangambalanga Kiewa East Road                                                                                       | 349                            | 93                             | Tangambalanga, Yackandandah Kiewa East Road                                         |
| Tallangatta | 361                            | 81                             | Tallangatta                                                                         |
| Omeo, Bairnsdale Omeo Highway | 367                            | 75                             | Omeo, Bairnsdale Omeo Highway                                                       |
| Granya Murray River Road | 377                            | 65                             | Granya Murray River Road                                                            |
| Walwa, Jingellic Shelley-Jingellic Road                                                                                                  | 404                            | 38                             | Walwa, Jingellic Shelley-Jingellic Road                                             |
| Cudgewa, Tintaldra Cudgewa-Tintaldra Road                                                                                                | 425                            | 17                             | Cudgewa, Tintaldra Cudgewa-Tintaldra Road                                           |
| Benambra, Omeo, Mount Hotham, Bairnsdale Benambra-Corryong Road                                                                          | 435                            | 7                              | Benambra, Omeo Benambra-Corryong Road                                               |
| Corryong | 442                            | 0                              | Corryong                                                                            |
| Anschlüsse Richtung Westen | Entfernung nach Melbourne (km) | Entfernung nach Jindabyne (km) | Anschlüsse Richtung Osten                                                           |
| Towong, Tintaldra Murray River Road | 449                            | 129                            | Towong, Tintaldra Murray River Road                                                 |
| Beginn Murray Valley Highway vom Alpine Way                                                                                              | 456                            | 122                            | Ende Murray Valley Highway                                                          |
| VICTORIA STAATSGRENZE NEW SOUTH WALES |                                |                                |                                                                                     |
| MURRAY RIVER | 456                            | 122                            | MURRAY RIVER                                                                        |
| MURRAY RIVER | 456                            | 122                            | weiter als Alpine Way nach Jindabyne / Cooma                                        |